# Aeroportul Lomé-Tokoin
Aeroportul Lomé-Tokoin (în franceză Aéroport international Gnassingbé Eyadéma de Lomé-Tokoin) (IATA: LFW, ICAO: DXXX) este un aeroport din Regiunea Maritime, Togo ce deservește zona Lomé. Aeroportul a fost tranzitat în 2021 de 960.000 de pasageri. A fost numit după Étienne Gnassingbé Eyadéma⁠(d).
Situat la o altitudine de 22 m, aeroportul dispune de 1 pistă.

## Infrastructură

### Piste
Aeroportul dispune de o singură pistă. Pista 04/22 are suprafața de Bitum și dimensiunile 3.000 m × 45 m. 